# Paul Bley with Gary Peacock
Paul Bley with Gary Peacock è un album del pianista canadese Paul Bley e del bassista americano Gary Peacock registrato nel 1963 e nel 1968, rilasciato dall'etichetta ECM nel 1970.

## Critica
La recensione di Allmusic di David R. Adler ha premiato l'album con 3 stelle affermando "C'è una subito una strana sensazione su questo breve e dolce disco ... Il suono fragile e lo-fi non toglie nulla al valore storico dell'album". La Penguin Guide to Jazz ha detto: "Ci sono anche cose buone da quello che doveva essere il trio stabilito da Bley. Fino a quel momento la maggior parte del lavoro del trio sembra non essere stata registrata".
| Recensione | Giudizio                  |
| ---------- | ------------------------- |
|            | Allmusic                  |
|            | The Penguin Guide to Jazz |

## Tracce
Tutte le composizioni di Paul Bley eccetto dove indicato
1. "Blues" (Ornette Coleman) - 4:25
2. "Getting Started" - 4:26
3. "When Will the Blues Leave?" (Coleman) - 3:54
4. "Long Ago (and Far Away)" (Ira Gershwin, Jerome Kern) - 4:18
5. "Moor" (Gary Peacock) - 3:29
6. "Gary" (Annette Peacock) - 4:42
7. "Big Foot" - 3:27
8. "Albert's Love Theme" (Annette Peacock) - 4:53

Registrato a New York City il 13 Aprile, 1963 (tracce 1-5) e l'11 Maggio, 1968 (tracce 6-8).

## Formazione
- Paul Bley - pianoforte
- Gary Peacock - contrabbasso
- Paul Motian (tracce 1-5), Billy Elgart (tracce 6-8) - batteria